# Axel Søeborg
Axel Søeborg, född 22 november 1872 i Viborg, död 20 juni 1939 i Silkeborg, var en dansk målare.
Han var son till fabrikanten Jens Christian Søeborg och Martha Severine Schouborg. Søeborg utbildade sig först till yrkesmålare men ändrade inriktning och studerade konst vid Sophus och Gustav Vermehrens Tegneskole och därefter vid Det Kongelige Danske Kunstakademi i Köpenhamn 1898–1900 samt för Laurits Tuxen vid Kunstnernes Studieskole och vid Peter Alfred Schous Atelier. Han var bosatt i Sverige 1912–1932 och företog flera målarresor till bland annat Lappland, Ångermanland, Jämtland, Dalarna, Värmland och Småland där han en period bodde i Växjö. Vid ett besök i Näsåker på 1920-talet blev han mycket intresserad av de 4000 år gamla hällristningarna, och blev  inspirerad av dem att göra ett liknande minnesmärke i skogen några kilometer från Näsåker. Ristningen föreställer en häst som drar en tvåhjuls-vagn. Separat ställde han ut ett flertal gånger vid Kunstforeningen i Köpenhamn 1916–1937 och tillsammans med Thorvald Larsen ställde han ut på Bachs Kunsthandel i Köpenhamn 1916–1917 och tillsammans Hans Knudsen i samma lokal 1921. Han medverkade i utställningen De Afviste fra Charlottenborg 1905, Charlottenborgsutställningarna i Köpenhamn 1912–1939, Kunstnernes Efteraarsudstilling 1912–1914, Glaspalatsutställningen i München 1913, Baltiska utställningen i Malmö 1914, Dansk målerkunst i Helsingfors 1928 och Nordjysk Kunststævne i Ålborg 1933. Hans konst består av porträtt och landskapsskildringar. Søeborg är representerad vid bland annat Ålborg museum och Sønderborg museum.